# Гіменій

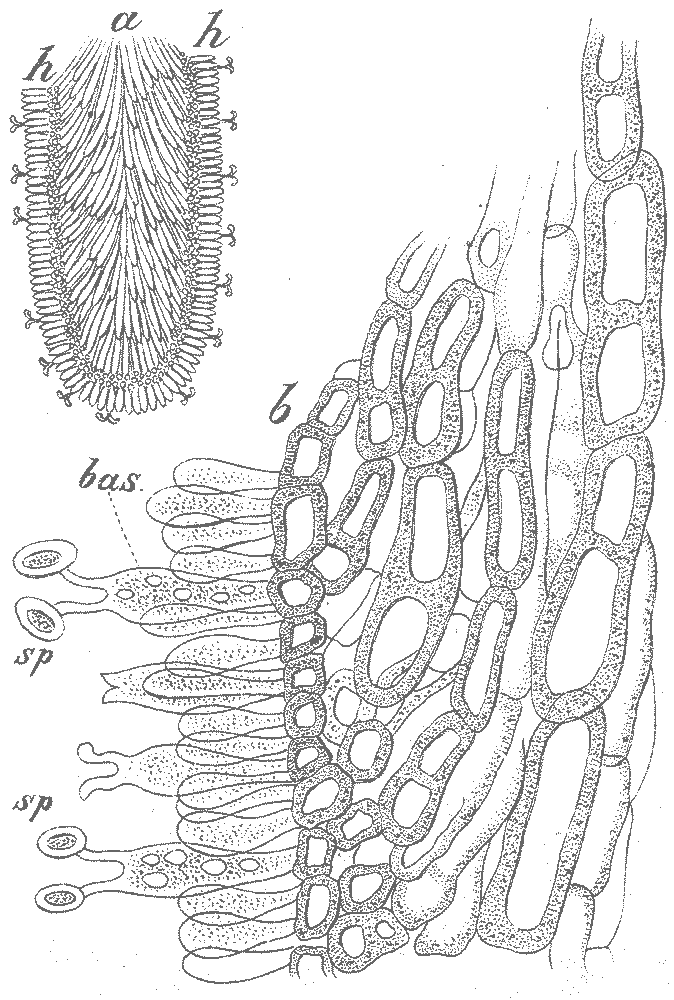
Поперечний розріз пластинки печериці садової, рисунок XIX ст.
h — гіменіальний шар
bas — базидії
sp — спори

Гіменій, гіменіальний шар (лат. hymenium від дав.-гр. ὑμένιον «плівка») — частина плодового тіла у грибів, що містить базидії або аски, де утворюються спори.
У нижчих грибів (фікоміцети) спори утворюються на кінцях окремих міцеліальних ниток, що не становлять суцільної тканини; тільки у Cystopus (біла іржа) плодоносні гілки складають ложе у вигляді подушечки. У вищих грибів (мікоміцети) гіфи, призначені до утворення спор, складають завжди особливу суцільну тканину. У Exoascus, Exobasidium, позбавлених справжніх плодових тіл, гіменіальний шар складається зі скупчених кінцевих міцеліальних гілок. У інших грибів, що володіють добре розвиненим плодовим тілом, гіменій покриває собою різні його частини або всередині (трюфелі, нутревікі, піреноміцети), або зовні (шапинкові гриби).
Найголовніша складова частина гіменію це спороносні органи, що складаються або з базидій (у базидіомікотових грибів), або з сумок (у сумчастих грибів), або, нарешті, з конідієносців (у Sphaeropsidiae, Melanconiae, Hyphomyceteae). Крім того, між базидіями, сумками або конідієносцямм вельми часто зустрічаються особливі безплідні органи, ниткоподібні, загострені або булавоподібні (парафіз) або роздуті, кулясті, яйцеподібні, циліндричні (цистіди). Парафіз, що зустрічаються найчастіше у сумчастих, і цистіди, що належать шапинковим грибам, розглядаються звичайно як атрофовані або сумки чи базидії, що змінили своє призначення.